# Air Afrique
Air Afrique var ett flygbolag som ägdes av flera stater i Afrika precis som SAS ägs av flera stater i Skandinavien. Bolaget grundades 1961. De länder som deltog i samarbetet var
- Benin
- Kamerun
- Centralafrikanska republiken
- Tchad
- Kongo-Brazzaville
- Gabon
- Elfenbenskusten
- Mali
- Mauretanien
- Niger
- Övre Volta (från 1984 Burkina Faso)
- Senegal.

Hösten 2001 tog Air France över majoriteten av bolaget men senare samma år försattes det i konkurs med över en halv miljard USD i skulder. 

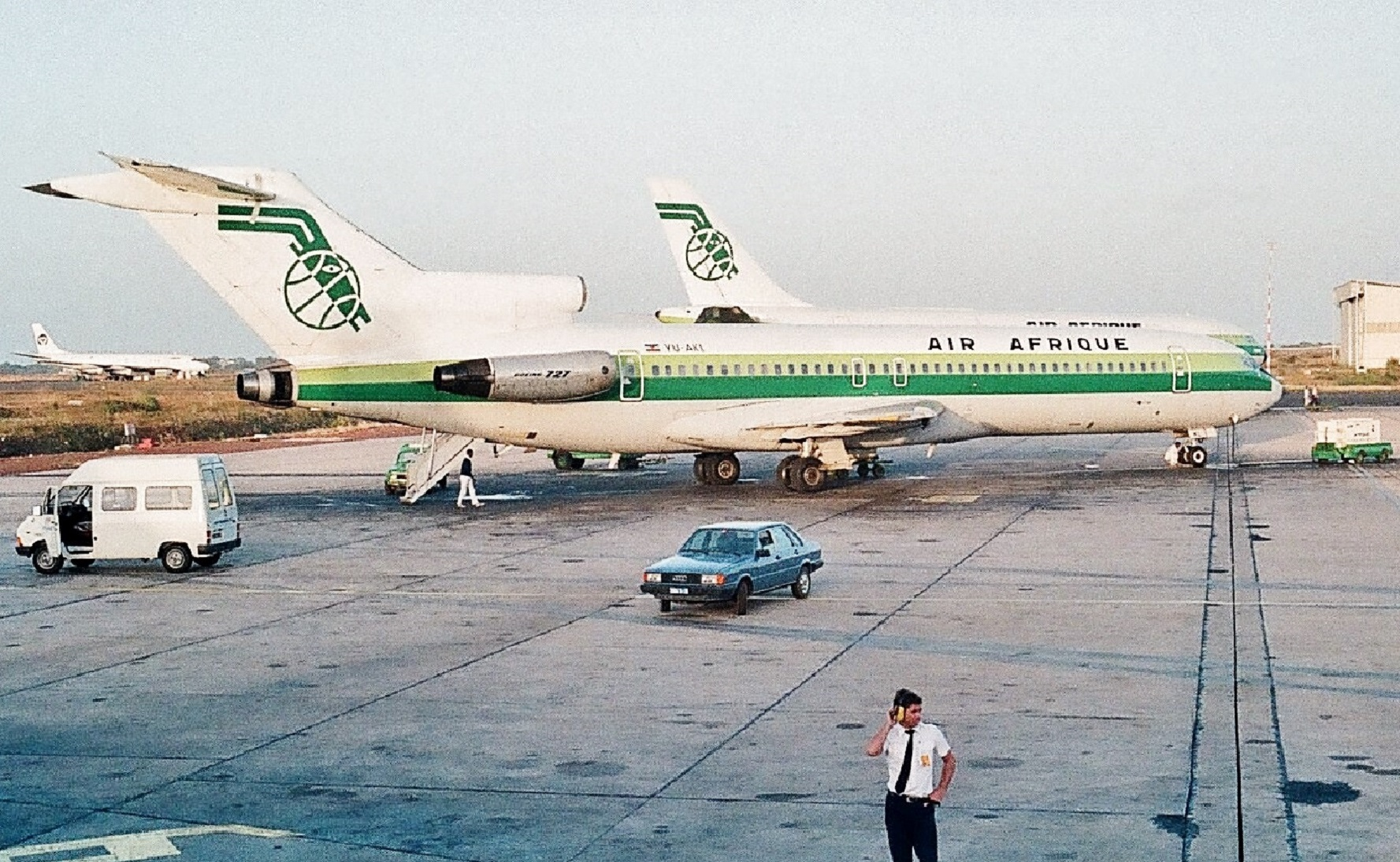
Boeing B727-200, inhyrd av JAT, Dakar-Yoff Airport 1984

Air Afrique flög bland annat med följande flygplan:
- Airbus A300
- Airbus A310
- Airbus A330
- Boeing 707
- Boeing 727
- Boeing 737
- Boeing 767
- DC-4
- DC-6
- DC-8
- DC-10
- Lockheed L-1011 TriStar
- Sud Aviation S.E 210 Caravelle